# Hiroyuki Taniguchi
Hiroyuki Taniguchi (Kanagawa, 27 juni 1985) is een Japans voetballer.

## Carrière
Hiroyuki Taniguchi speelde tussen 2004 en 2010 voor Kawasaki Frontale. Hij tekende in 2011 bij Yokohama F. Marinos.